# 翅苹婆
翅苹婆（学名：Pterygota alata）为梧桐科翅苹婆属下的一个种。